# Philippinenburg und -thal
Philippinenburg und -thal ist ein Stadtteil der Stadt Wolfhagen im nordhessischen Landkreis Kassel.

## Geographische Lage
Philippinenburg (⊙) und Philippinenthal (⊙) liegen im Naturpark Habichtswald etwa 3 km östlich der Wolfhager Kernstadt auf dem Nordhang des wuchtigen Isthabergs (523,1 m) zwischen etwa 335 und 275 m ü. NHN; im Mittel liegt Philippinenburg auf rund 319 m Höhe und das etwa 800 m nördlich davon gelegene Philippinenthal auf etwa 278 m Höhe.
Zwischen beiden Dörfern befindet sich der Helfenberg (366,2 m) mit der Burgruine Helfenberg und etwas westlich der Ofenberg (372,5 m) mit dem Ofenberg-Turm. Philippinenthal wird nördlich vom etwa 4 km langen Lohbach passiert, einem linksseitigen Zufluss der Erpe. Die beiden Dörfer sind durch die Kreisstraßen 102 (von der Wolfhagener Kernstadt kommend) und 103 miteinander verbunden.

## Geschichte
Mit Genehmigung vom 23. März 1778 durch den hessischen Landgrafen Friedrich II. von Hessen-Kassel entstanden im Rahmen von dessen Siedlungspolitik, durch Siedler aus dem Darmstädter Raum, die kleinen Kolonien Philippinenburg und Philippinenthal sowie Philippinendorf (heute ein Teil von Gasterfeld). Sie wurden nach Friedrichs II. Gattin Philippine von Brandenburg-Schwedt benannt.
Philippinenburg entstand auf dem Gebiet des bereits im 14. Jahrhundert wüst gefallenen Orts Hildegersen und auf dem Land der Wüstung Höllehof. Philippinenthal entstand im Bereich der wüst gefallenen Orte Odelsen und Elriksen.
Am 1. März 1972 wurden Philippinenburg und -thal im Zuge der Gebietsreform in Hessen als einer von vier früheren Wohnplätzen innerhalb der Wolfhagener Gemarkung als neue Stadtteile benannt.
Für die Stadtteile Philippinenburg und -thal wurde ein Ortsbezirk mit Ortsbeirat und Ortsvorsteher nach der Hessischen Gemeindeordnung eingerichtet.
Einwohnerentwicklung
Beim Zensus 2011 wurden für Philippinenburg 165 Einwohner ermittelt.
Die Stadt Wolfhagen meldete für Dezember 2014 168 Einwohner und für Januar 2020 148 Einwohner mit Hauptwohnsitz in Philippinenburg.

## Politik
Für Philippinenburg und -thal besteht ein Ortsbezirk (Gebiete mit diesen Straßenbezeichnungen) mit Ortsbeirat und Ortsvorsteher nach der Hessischen Gemeindeordnung.
Der Ortsbeirat besteht aus fünf Mitgliedern. Bei den Kommunalwahlen in Hessen 2021 betrug die Wahlbeteiligung zum Ortsbeirat 74,22 %. Alle Kandidaten gehörten der „Unabhängigen Bürgerliste Philippinenburg und -thal“ an. Der Ortsbeirat wählte Helga Hughes zur Ortsvorsteherin.

## Veranstaltungen und Sport
Neben diversen Festlichkeiten gilt jedes Jahr Anfang Oktober der „Almabtrieb“ von den höher gelegenen Wiesen im Naturpark Habichtswald in den Ort als Glanzlicht im Wolfhager Land.
Die 1982 gegründete Tauziehgruppe Philippinenburg/-thal konnte im Lauf der Jahre zahlreiche Erfolge in nationalen und internationalen Wettkämpfen erzielen.